# Emilio Martín
Emilio Martín (* 22. Juni 1982) ist ein ehemaliger spanischer Langstreckenläufer und Duathlet. Er ist vierfacher Duathlon-Staatsmeister (2013, 2015, 2017, 2021), Europameister (2017) sowie zweifacher Weltmeister auf der Duathlon-Kurzdistanz (2012, 2015).

## Werdegang
2011 startete Emilio Martín erstmals bei der Duathlon-Weltmeisterschaft und er belegte in Gijón hinter seinem Landsmann Roger Roca den 19. Rang.

### Weltmeister Duathlon 2012
Im September 2012 wurde Emilio Martín in Frankreich Duathlon-Weltmeister auf der Kurzdistanz (10 km Laufen, 40 km Radfahren und 5 km Laufen). 2013 wurde er im Juli in Kolumbien Vizeweltmeister. Im Mai 2014 wurde er Dritter bei der Weltmeisterschaft in Spanien.

### Weltmeister Duathlon 2015
Im April 2015 wurde Emilio Martín Vize-Europameister und im Oktober in Australien nach 2012 erneut ITU Duathlon-Weltmeister. In Spanien wurde er im Juni 2016 Vizeweltmeister auf der Duathlon-Kurzdistanz.

### Europameister Duathlon 2017
Im April 2017 wurde der damals 35-Jährige im spanischen Soria Duathlon-Europameister. Im August wurde er zum dritten Mal Vizeweltmeister Duathlon.
2019 wurde er in Rumänien im Juni Vize-Europameister Sprint-Duathlon. Er wurde ebenso Zweiter bei der nationalen Meisterschaft im Sprint-Duathlon. Im Juli 2021 wurde er Zwölfter bei der Europameisterschaft auf der Duathlon-Sprintdistanz.
Im April 2021 wurde er zum vierten Mal Duathlon-Staatsmeister. Im September 2022 erklärte der 40-Jährige in Bilbao nach den Europameisterschaften seine aktive Zeit für beendet.
Emilio Martín lebt mit seiner Partnerin in Huelva.

## Sportliche Erfolge
| Datum/Jahr    | Rang | Wettbewerb                                 | Austragungsort | Zeit     | Bemerkung                                                                       |
| ------------- | ---- | ------------------------------------------ | -------------- | -------- | ------------------------------------------------------------------------------- |
| 17. Sep. 2022 | 6    | ETU Duathlon European Championships        | Bilbao         | 00:47:55 | Europameisterschaft Duathlon                                                    |
| 6. Nov. 2021  | 8    | ITU Duathlon World Championships           | Aviles         | 01:47:49 |                                                                                 |
| 10. Apr. 2021 | 1    | ESP Duathlon National Championships        | Avilés         | 00:56:15 | [ 2 ]                                                                           |
| 3. Juli 2021  | 12   | ETU Sprint Duathlon European Championships | Târgu Mureș    | 00:52:56 | Europameisterschaft Duathlon                                                    |
| 7. März 2020  | 12   | ETU Sprint Duathlon European Championships | Punta Umbría   | 00:53:30 | Europameisterschaft Duathlon (5 km Laufen, 20 km Radfahren und 2,5 km Laufen)   |
| 30. Juni 2019 | 2    | ETU Sprint Duathlon European Championships | Târgu Mureș    | 00:55:49 | Vizeeuropameister Sprint-Duathlon                                               |
| 13. Apr. 2019 | 2    | ESP Duathlon National Championships        | Soria          | 00:58:55 |                                                                                 |
| 14. Juli 2018 | 14   | ITU Duathlon World Championships           | Fyn            | 01:40:33 |                                                                                 |
| 19. Aug. 2017 | 2    | ITU Duathlon World Championships           | Penticton      | 01:54:57 | ITU Vizeweltmeister Duathlon                                                    |
| 29. Apr. 2017 | 1    | ETU Duathlon European Championships        | Soria          | 01:46:07 | Europameister Duathlon                                                          |
| 2. Apr. 2017  | 1    | ESP Duathlon National Championships        | La Vall d’Uixó |          | zum dritten Mal Duathlon-Staatsmeister                                          |
| 4. Juni 2016  | 2    | ITU Duathlon World Championships           | Avilés         | 01:42:35 | ITU Vizeweltmeister Duathlon                                                    |
| 17. Okt. 2015 | 1    | ITU Duathlon World Championships           | Adelaide       | 01:47:11 | ITU Duathlon-Weltmeister                                                        |
| 25. Apr. 2015 | 2    | ETU Duathlon European Championships        | Alcobendas     | 01:50:40 | Vizeeuropameister                                                               |
| 11. Apr. 2015 | 1    | ESP Duathlon National Championships        | Soria          | 00:57:43 | Duathlon-Staatsmeister                                                          |
| 31. Mai 2014  | 3    | ITU Duathlon World Championships           | Pontevedra     | 01:50:57 | ITU Duathlon-Weltmeisterschaft                                                  |
| 27. Juli 2013 | 2    | ITU Duathlon World Championships           | Cali           | 01:44:23 | ITU Duathlon-Vizeweltmeister (Kurzstrecke)                                      |
| 27. Apr. 2013 | 1    | ESP Duathlon National Championships        | Pontevedra     | 01:50:58 | Duathlon-Staatsmeister                                                          |
| 22. Sep. 2012 | 1    | ITU Duathlon World Championships           | Nancy          | 01:40:40 | ITU Duathlon-Weltmeister – mit 3 sec Vorsprung auf den Belgier Antoine Duvivier |
| 24. Sep. 2011 | 19   | ITU Duathlon World Championships           | Gijón          | 01:54:09 |                                                                                 |

(DNF – Did Not Finish)